# Asaccus granularis
Asaccus granularis — вид геконоподібних ящірок родини Phyllodactylidae. Ендемік Ірану. Описаний у 2010 році.

## Опис
Тіло (не враховуючи хвоста) сягає 70,2 мм завдовжки.

## Поширення і екологія
Вид відомий з типової місцевості в остані Лурестан на заході Ірану. Він поширений в скелястий гірській місцевості, місцями порослій дубами, серед великих валунів, на висотівід 1100 до 1800 м над рівнем моря.